# Phillyrea latifolia
Черемшинник широколистий (Phillyrea latifolia) – вид рослин родини маслинові (Oleaceae).

## Опис
Від 5 до 10 метрів у висоту вічнозелений чагарник зі злегка волохатими пухнастими молодими пагонами. Молоді листки від 2 до 7 сантиметрів в довжину і ширину від 1 до 4 см, від яйцевидно-серцеподібних до яйцеподібно-ланцетних. Вікові листя від 1 до 6 сантиметрів в довжину і від 0,4 до 2 сантиметрів в ширину, цільні або дрібно порізані. Поверхня листя зверху темно-зелена і блискуча, нижня світло-зелена з волохатими жилками. Квіти розташовані в невеликих суцвіттях, пахвові. Віночок жовтуватий. Плоди кулясті, від 7 до 10 міліметрів, синьо-чорні. Квітне з березня по травень.

## Поширення
Північна Африка: Алжир; Марокко; Туніс. Західна Азія: Туреччина. Південна Європа: Греція; Італія; Франція; Португалія; Гібралтар; Іспанія. Також культивується. Населяє чагарники й склерофільні ліси в теплих, вологих місцевостях, байдужий до типу ґрунту; 0-1200 м.

## Галерея

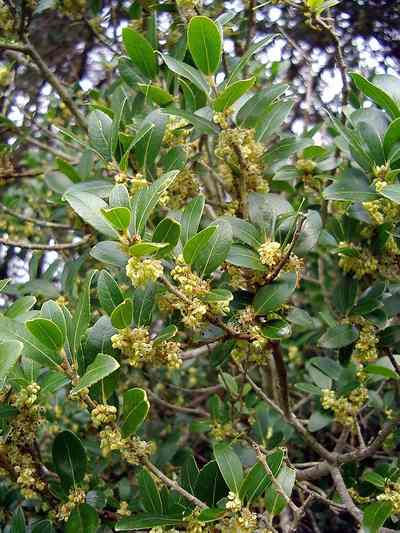
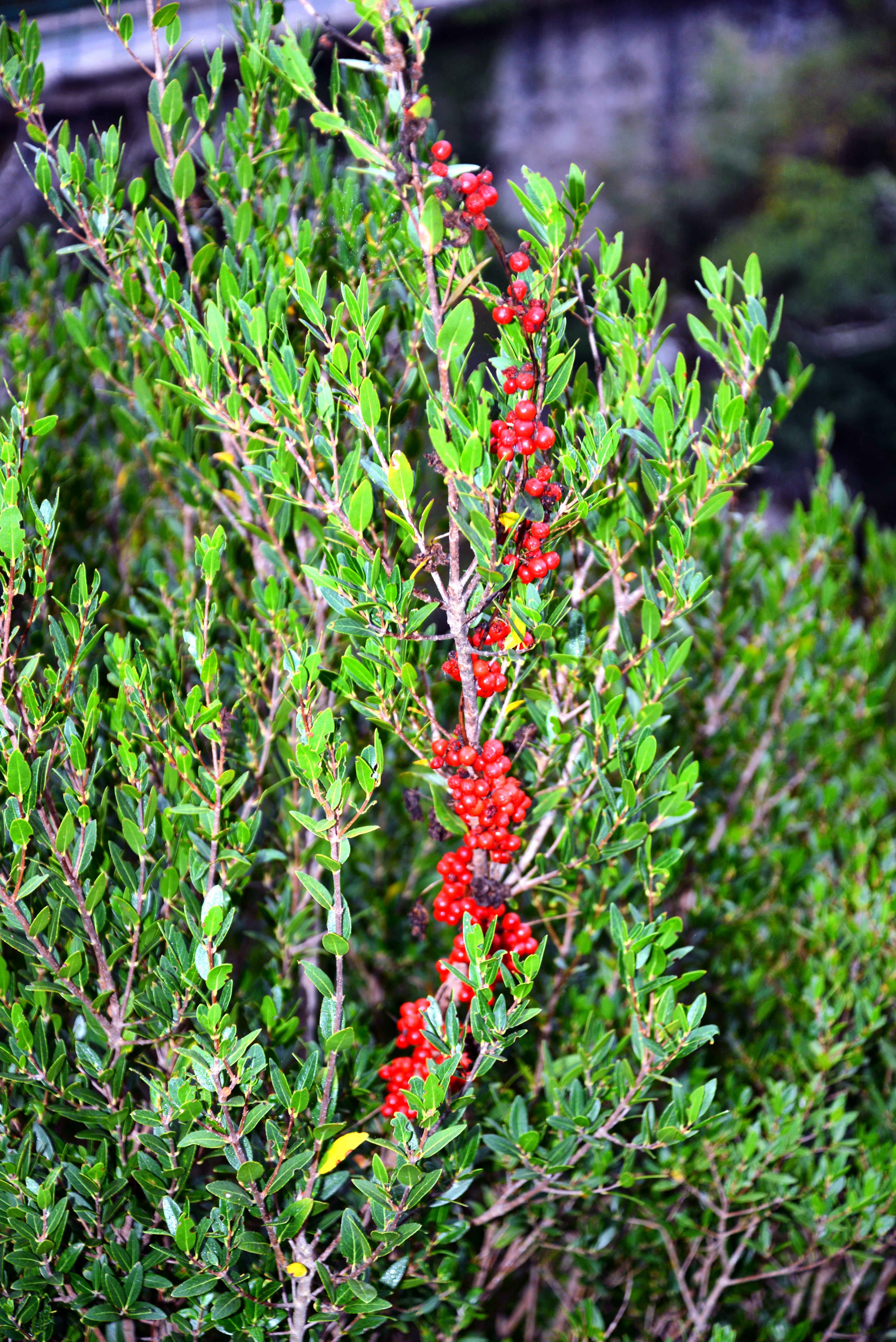